# Preludio op. 28 n. 1 (Chopin)
Il Preludio op. 28 n. 1  è una composizione per pianoforte scritta da Fryderyk Chopin probabilmente fra il 1836 e il 1838.
Quasi certamente Chopin revisionò questo preludio a Maiorca, come fece per gli altri composti prima del suo soggiorno sull'isola; la versione risalente a questo periodo è, in effetti, in bella copia, perfetta e senza correzioni, per cui è da supporre che il compositore l'abbia più volte corretta e revisionata come era solito fare per ogni sua opera prima di darla alle stampe.
Il Preludio n. 1 in Do maggiore, come un'introduzione, apre la raccolta dei 24 preludi per condurre chi ascolta attraverso una serie di composizioni di tonalità e caratteri diversi. Il brano, in 2/8, è brevissimo, solo 34 battute, e dura poco meno di un minuto.

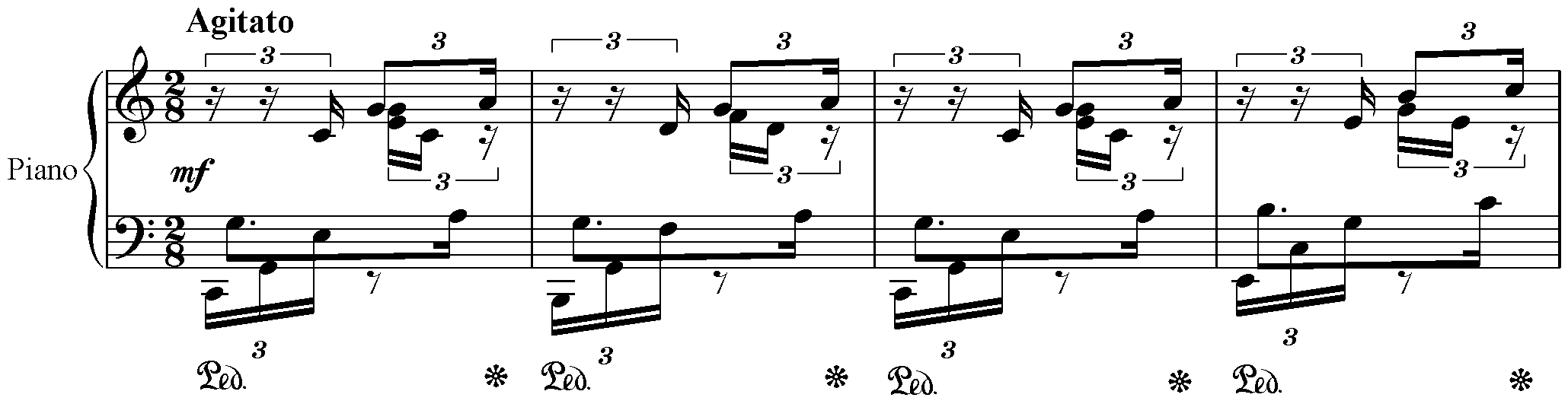
Preludio op. 28 n.1

Il preludio, dall'indicazione Agitato, si presenta con una struttura apparentemente polifonica, con una scrittura complessa, tanto che uno studioso ha tentato una trascrizione per quartetto dove il primo violino e la viola eseguono la parte melodica e il secondo violino e il violoncello l'accompagnamento. In realtà, però, chi ascolta l'originale pianistico non si accorge delle quattro diverse linee, ma avverte soltanto la parte della melodia e quella dell'accompagnamento. La scrittura, piuttosto tumultuosa, ha le caratteristiche di una toccata concisa e rapida. Essendo così breve ha poche indicazioni interpretative che sono però fondamentali per una corretta esecuzione che non si presenta affatto semplice; il rischio per i pianisti è che, per l'aspetto concitato del preludio, lo eseguano con un'eccessiva velocità che potrebbe cancellare la potenzialità espressiva del brano. Purtroppo spesso i virtuosi lo eseguono due volte di seguito, accelerando la parte ripetuta e snaturando in tal modo la particolarità della composizione.